# هشام زمان
هشام زمان (بالنرويجية: Hisham Zaman) (و. 1975 – م) هو مخرج سينمائي، وكاتب سيناريو نرويجي من أصل كردي. تخرج من مدرسة السينما النرويجية في ليلهامر عام 2004. تتركز أفلامه على قصص الشخصيات التي تجمعها تجربة اللجوء، وتكتشف صراعاتها الداخلية، مما يسمح له بالتطرق إلى مسائل بشرية مختلفة مثل الحب والتقبل والتضحية والانتقام والوفاء والشرف. كتب عددا من سيناريوهاته مع الروائي النرويجي شيل أولا دال، الشهير بروايات الجريمة.
وجد زمان انطلاقته بعد صدور فيلم (باوكه)، الذي حصد أكثر من 40 جائزة على المستويين الوطني والدولي.[بحاجة لمصدر أفضل] كما فاز المخرج مرتين بجائزة «التنين» لأفضل فيلم لدول الشمال، وهو المخرج الوحيد [بحاجة لمصدر]الذي نالها عامين على التوالي.

## السيرة
وُلد زمان في كركوك، العراق عام 1975. وفي سن العاشرة أضطر إلى مغادرة البلاد مع والديه وأخواته ليصبحوا لاجئين في إيران وتركيا لعدة سنوات، مختبئين من السلطات لتجنب القبض عليهم. وفي نهاية المطاف مُنحوا حق اللجوء السياسي في النرويج، حيث وصل زمان إلى النرويج وعمره سبعة عشر عامًا.
على الرغم من ولع زمان بصناعة الأفلام منذ سن مبكر، كان رأي والده أن «السينما لن تكسبه لقمة العيش.» ولكن والدته كانت تسمح له بالذهاب إلى دور السينما مع أبناء عمومته ومن دون علم والده. بعد وصوله إلى النرويج، خضع زمان لنصيحة والده وبدأ يعمل ميكانيكيًا في شركة تويوتا ليعيل عائلته. ولكنه كان يكتشف شغفه لصناعة الأفلام بالمساء عن طريق الانضمام لنادي سينمائي للهواة واستخدام المعدات المستأجرة والمستعارة لصناعة أفلامه الخاصة.
في عام 2001، قُبل في مدرسة السينما النرويجية في ليلهامر، ليتخرج منها في عام 2004. وعُرض فيلم تخرجه (السطح) في عدد من المهرجانات السينمائية الدولية.[بحاجة لمصدر] أما (الجسر)، وهو فيلم قصير صنعه مع زملائه، فحصل على جائزة الرابطة النرويجية للكُتّاب المسرحيين عن أفضل سيناريو، وذلك في مهرجان الفيلم القصير النرويجي في عام 2003.

## أعماله

### باوكه (2005)
تلقى زمان إشادة نقدية واسعة النطاق لفيلمه القصير (باوكه) أو (الأب).[بحاجة لمصدر] يحكي الفيلم، الذي تبلغ مدته خمس عشرة دقيقة، قصة أب لاجئ كردي غير موثّق يخوض رحلة خطيرة عبر أوروبا ثم يضطر إلى الاختيار ما بين أفضل الشريّن من أجل ولده الصغير.
عُرض (باوكه) في مهرجان صاندانس السينمائي ورشّح لجائزة UIP لأفضل فيلم أوروبي قصير في جوائز الأفلام الأوروبية.[بحاجة لمصدر أفضل] وفاز الفيلم بأكثر من 40 جائزة أخرى في مهرجانات حول العالم، من أرقاها مهرجان كليرمون فيران الدولي للفيلم القصير عام 2005.[بحاجة لمصدر أفضل] كما نال جائزة اماندا، المقابل النرويجي للأوسكار، لأفضل فيلم قصير، بالإضافة إلى جائزة اللؤلؤة السوداء لأفضل فيلم قصير في مهرجان أبوظبي السينمائي عام 2007. وفي عام 2010، حصل على لقب أفضل فيلم قصير في العقد الماضي وذلك في استطلاع أجرته المجلة السينمائية النرويجية رشبرينت (Rushprint).
الفيلم مهدي إلى «كل أولئك الذين يغادرون أوطانهم وجذورهم ولغتهم بحثا عن حياة أفضل.»

### بلاد الشتاء (2007)
جاء بعد ذلك فيلم (بلاد الشتاء)، وهو فيلم كوميدي متوسط الطول عن رجل كردي مقيم في شمال النرويج يتزوج امرأة من بلده لم يلتق بها من قبل. اختير (بلاد الشتاء) لافتتاح مهرجان ترومسو السينمائي الدولي عام 2007 وفاز الفيلم بجائزة «أماندا» لأفضل ممثل. وقيل عن الفيلم أنه «ينجح... في تقديم الجانب الإنساني العميق لتجربة المهاجرين واللاجئين من خلال ما يبدو هزلياً.»

### قبل سقوط الثلج (2013)
ينتمي الفيلم الطويل الأول لزمان (قبل سقوط الثلج) إلى فئة «أفلام الطريق» ويروي قصة شاب ينطلق في رحلة أوديسية لاستعادة شرف عائلته بعد هروب أخته من زواج إجباري. صور الفيلم على مدى عامين في أربع دول مختلفة.
وقد وصف (قبل سقوط الثلج) بأنه «دراما مبهرة حول المفاهيم المتغيرة للعائلة والحب والشرف.» افتتح الفيلم مهرجان ترومسو السينمائي الدولي عام 2013 وكان الفيلم الأكثر حصدًا للجوائز في النرويج ذاك العام. نال جائزة «التنين» لأفضل فيلم لدول الشمال في مهرجان غوتنبرغ السينمائي، كما فاز بجائزة أفضل فيلم من العالم العربي في مهرجان أبوظبي السينمائي «لتصويره التحوّل الداخلي لشاب راسخ في تقاليده من خلال رحلة شخصية، تكتشف الإنسانية والحب وتقاطع الحضارات.» ونال الفيلم أيضًا جائزة أفضل تصوير سينمائي في فيلم روائي طويل في مهرجان تريبيكا السينمائي. وفقًا للتعليقات التي قدمتها لجنة التحكيم للجائزة، فإن الفيلم «يدعونا إلى عوالم حية متعددة ويحقق إمكانيات كثيرة للتصوير السينمائي كشكل فني.»

### رسالة إلى الملك (2014)
أما الفيلم الروائي الطويل الثاني لزمان (رسالة إلى الملك) فإنه يدور حول خمس شخصيات وهم في رحلة ترويجية من مركز اللجوء الذي يسكنونه إلى العاصمة النرويجية أوسلو، كل واحد منهم بخطته الخاصة لليوم. وما يربط بين القصص هو صوت رجل عجوز يبلغ من العمر ثلاثة وثمانين عامًا، يتحرق شوقا للعودة إلى موطنه كردستان، ما يدفعه إلى كتابة رسالة إلى ملك النرويج ليطلب مساعدته.
كتب زمان السيناريو مع محمد أكتاش وهو منتج وكاتب كردي من تركيا. انتهيا من كتابة السيناريو في ثلاثة أسابيع استنادًا إلى قصص لاجئين كانا على معرفة شخصية بهم. استغرق تصوير الفيلم خمسة وثلاثين يومًا وتم دون أي دعم مالي. قيل عن الفيلم، الذي يتميز بتعدد شخصياتها الرئيسية، إنه «عمل جميل التركيب، عاطفي للغاية، ولا يمكن نسيانه» وأنه «يجد التنوع السردي في التنوع الكوميدي التراجيدي لتجربة المهاجرين.»
فاز (رسالة إلى الملك) بجائزة «التنين» لأفضل فيلم لدول الشمال مرة أخرى في مهرجان غوتنبرغ السينمائي عام 2014.  وشرحت لجنة التحكيم اختيارها للفيلم لكونه «فيلم متعاطف وصريح في تصويره للوجود الإنساني.»
كما نال الفيلم جائزة الاتحاد الدولي للنقاد السينمائيين (FIPRESCI) في المهرجان السينمائي الأوروبي بليتشي، وكان واحدا من ثلاثة أفلام اختارتها لجنة الأوسكار النرويجية ضمن القائمة المختصرة للترشح لجوائز الأوسكار.

## أسلوب المخرج وثيمات أفلامه
في حين أن اللاجئين هم الشخصيات المحورية في جميع أفلامه، يؤكد زمان: «أصنع الأفلام عن الإنسان وليس عن السياسة.» وعبر تركيزه على القصص الإنسانية، يسعى زمان إلى تصوير اللاجئين والمهاجرين على أنهم أفراد معقدون متنوعون، بدلاً من تصويرهم ككيان متجانس. وبقوله «هذا ما يجعلنا أناسا، لأننا مختلون بهذه الدرجة. ولكن في الوقت نفسه، يحكم علينا السياسيون والإعلام والمجتمع وكأننا مجموعة واحدة.»
مع أن جميع أفلام زمان خيالية، إلا أنها مستلهمة من الأحداث والقصص والشخصيات الحقيقية. فعلى سبيل المثال، أثرت بعض تجارب زمان كطفل لاجئ على تسلسل الأحداث في فيلمه (باوكه). وقد قال المخرج إنه «كان من المهم بالنسبة لي أن أفرغ نفسي من القصص التي كانت تضايقني طيلة سنوات.» أثناء العمل على فيلم (قبل سقوط الثلج) التقى زمان بمهربي البشر وأدرج التفاصيل التي قدموها في قصة الفيلم. وكثيرا ما يعود إلى كردستان ويزور مراكز اللاجئين في النرويج لجمع القصص. وعلى حد تعبيره «أشبه بنفسي بحامل الأمتعة لكن الأمتعة قصص أحب أن أحكيها.» ونتيجة لذلك، يتلاعب أعماله بالحدود بين الأفلام الوثائقية والروائية.
يتميز زمان أيضًا باستخدامه للممثلين غير المحترفين لتمثيل أغلب الأدوار الرئيسية في أعماله. وقد قام فريقه بزيارة الأماكن العامة مثل المقاهي والمراكز الاجتماعية لجلب اللاجئين للتمثيل في أفلامه. حسب قوله، «لا أستعين بممثلين، إنما أختار أشخاصاً من الحياة ليشاركوني فيلمي.» كما أنه يستعير من تعبيرات الممثلين غير المحترفين وملابسهم ليضيف شيئا من المصداقية على عمله. وفي حين أن سيناريوهاته مكتوبة باللغة النرويجية، غالبًا ما تكون الحوارات في أفلامه باللغة الكردية أو غيرها من اللغات التي يتحدث بها اللاجئون.
على الرغم من قسوة تجربة اللجوء والهجرة التي تؤثر على زمان، إلا أن الكوميديا عنصر بارز في جميع أعماله. وبقوله «الخفة والفكاهة موجودتان أيضًا في أفلامي: كثيرًا ما تولدان من عبثية المواقف.»
ويشكّل عمل زمان خروجًا ملحوظًا من سينما الجالية الكردية السائدة، والتي غالبًا ما تستند إلى ثيمات مألوفة كالمعاناة والخيانة السياسية. كما تلقت أفلامه التقدير لمساهمتها المهمة في السينما الوطنية النرويجية من خلال تسليط الضوء على تجارب وتحديات المهاجرين في سياق مجتمعٍ متغير. وبهذا الصدد نال زمان جائزة تيلينور الثقافية لعام 2013 في النرويج، وذلك لمساهمة أفلامه في الثقافة عبر الحدود الجغرافية والاجتماعية والثقافية من خلال التعبير الفني.

## معلومات أخرى
أسس زمان شركة الإنتاج Snowfall Cinema في عام 2015. وكان أستاذاً مشاركاً في مدرسة السينما النرويجية حيث أشغل أيضًا منصب رئيس قسم إخراج الأفلام. ويتحدث ست لغات وهي الكردية والعربية والتركية والفارسية والنرويجية والإنجليزية.

## قائمة أفلامه
1. الصبي في الصورة (2016) – قصير
2. هيدا (2016) – قصير
3. رسالة إلى الملك (2014)
4. قبل سقوط الثلج (2013)
5. الآخرون (2009) – قصير
6. بلاد الشتاء (2007)
7. باوكه (2005) – قصير
8. السطح (2004) – قصير
9. الجسر (2003) – قصير
10. قراصنة (2002) – قصير

## الجوائز
| الفيلم          | الجهة المانحة                                       | الفئة | العام |
| رسالة إلى الملك | مهرجان دهوك السينمائي الدولي                        | أفضل فيلم صنع في الخارج                                                                                      | 2015  |
| رسالة إلى الملك | مهرجان دهوك السينمائي الدولي                        | أفضل سيناريو                                                                                                 | 2015  |
| رسالة إلى الملك | المهرجان السينمائي الشمالي                          | جائزة لمساهمة خاصة في السينما الشمالية                                                                       | 2014  |
| رسالة إلى الملك | أيام الفيلم الشمالي بلوبيك                          | إشادة شرفية                                                                                                  | 2014  |
| رسالة إلى الملك | مهرجان سان مارينو السينمائي الدولي                  | أفضل فيلم | 2014  |
| رسالة إلى الملك | جائزة الفيلم الوطني                                 | جائزة أماندا لأفضل سيناريو                                                                                   | 2014  |
| رسالة إلى الملك | جائزة الفيلم الوطني                                 | جائزة أماندا لأفضل ممثلة في دور داعم، لإيفان أندرسون                                                         | 2014  |
| رسالة إلى الملك | مهرجان الفيلم الفني الدولي                          | ذكر خاص من مدينة ترينيانسكي، جائزة رئيس بلدية تبليتسه                                                        | 2014  |
| رسالة إلى الملك | المهرجان السنيمائي الأوربي بليتشي                   | جائزة الاتحاد الدولي للنقاد السينمائيين (FIPRESCI)                                                           | 2014  |
| رسالة إلى الملك | مهرجان جوتنبرج السينمائي الدولي                     | جائزة التنين لأفضل فيلم لدول الشمال                                                                          | 2014  |
| قبل سقوط الثلج  | مهرجان قرطاج السينمائي                              | التانيت البرونزي للأفلام الطويلة، جائزة الاتحاد الدولي للنقاد السينمائيين (FIPRESCI)، أفضل ممثلة لسوزان إلير | 2014  |
| قبل سقوط الثلج  | المهرجان السينمائي الشمالي                          | جائزة لمساهمة خاصة في السينما الشمالية، جائزة الجمهور لأفضل فيلم روائي طويل                                  | 2014  |
| قبل سقوط الثلج  | بدايات بلطيقية، كالينينغراد                         | أفضل مخرج | 2014  |
| قبل سقوط الثلج  | مهرجان فيسترويا السينمائي الدولي                    | أفضل فيلم أول                                                                                                | 2014  |
| قبل سقوط الثلج  | المهرجان السينمائي الدولي بمانهايم هايدلبرغ         | جائزة خاصة من لجنة التحكيم                                                                                   | 2013  |
| قبل سقوط الثلج  | مهرجان أبوظبي السينمائي                             | أفضل فيلم من العالم العربي                                                                                   | 2013  |
| قبل سقوط الثلج  | مهرجان دهوك السينمائي الدولي                        | أفضل ممثلة كردية لسوزان إلير، ذكر خاص من لجنة التحكيم، جائزة مدينة دهوك                                      | 2013  |
| قبل سقوط الثلج  | مهرجان بريشتينا السينمائي الدولي                    | جائزة الإلهة الذهبية لأفضل فيلم في المسابقة الرئيسية                                                         | 2013  |
| قبل سقوط الثلج  | مهرجان باتومي السينمائي                             | الجائزة الكبرى                                                                                               | 2013  |
| قبل سقوط الثلج  | مهرجان تريبيكا السينمائي                            | أفضل تصوير في فيلم روائي طويل                                                                                | 2013  |
| قبل سقوط الثلج  | مهرجان غوتنبرغ السينمائي الدولي                     | جائزة التنين لأفضل فيلم لدول الشمال                                                                          | 2013  |
| بلاد الشتاء     | مهرجان أوترانس الدولي لأفلام الجبال والمغامرة       | جائزة خوسيه جيوفاني الكبرى                                                                                   | 2007  |
| بلاد الشتاء     | جائزة الفيلم الوطني                                 | جائزة أماندا لأفضل ممثل في دور البطولة، لرؤوف السراج                                                         | 2007  |
| باوكه           | مهرجان مانشستر السينمائي الكردي                     | أفضل مخرج، أفضل فيلم                                                                                         | 2008  |
| باوكه           | الفيل الذهبي - مهرجان أفلام الأطفال الدولي بالهند   | جائزة الفيل الفضي لأفضل فيلم روائي قصير في فئة الحركة الحية                                                  | 2007  |
| باوكه           | مهرجان أبوظبي السينمائي                             | جائزة اللؤلؤة السوداء لأفضل فيلم قصير                                                                        | 2007  |
| باوكه           | مهرجان أقصر الأفلام القصيرة وآسيا                   | جائزة جوبيتر للتلفزيون، أفضل فيلم قصير                                                                       | 2007  |
| باوكه           | مهرجان سيدونا السينمائي الدولي                      | أفضل فيلم قصير بلغة أجنبية                                                                                   | 2007  |
| باوكه           | وزارة الثقافة النرويجية                             | جائزة حقوق الإنسان                                                                                           | 2006  |
| باوكه           | مهرجان سيينا الدولي للفيلم القصير                   | جائزة الجمهور                                                                                                | 2006  |
| باوكه           | مهرجان الفيلم المتوسطي، روما                        | جائزة ميثيكسيس                                                                                               | 2006  |
| باوكه           | مهرجان فيلوربان للأفلام القصيرة                     | أفضل فيلم قصير أوروبي                                                                                        | 2006  |
| باوكه           | المهرجان السينمائي الدولي بأبيتيبي تيمیسكامانج      | جائزة تيليبك                                                                                                 | 2006  |
| باوكه           | مهرجان سينيبوسيبل السينمائي الدولي في إكستريمادورا  | أفضل فيلم قصير                                                                                               | 2006  |
| باوكه           | مهرجان بالم سبرينغز الدولي للأفلام القصيرة          | جائزة أفضل ما في المهرجان                                                                                    | 2006  |
| باوكه           | مهرجان كابالبيو السينمائي الدولي للأفلام القصيرة    | أفضل مخرج | 2006  |
| باوكه           | مهرجان فالنسيا السينمائي الدولي -السينما الشابة     | جائزة القمر الفضي لفالنسيا                                                                                   | 2006  |
| باوكه           | مهرجان الفيلم القصير العالمي، تورونتو               | أفضل فيلم قصير بالحركة الحية                                                                                 | 2006  |
| باوكه           | مهرجان هويسكا السينمائي الدولي                      | ذكر خاص | 2006  |
| باوكه           | مهرجان شادولاين ساليرنو السينمائي                   | جائزة لجنة تحكيم الشباب لأفضل فيلم أوروبي قصير                                                               | 2006  |
| باوكه           | مهرجان أسبن للأفلام القصيرة                         | جائزة BAFTA/LA للتميز، ذكر خاص من لجنة التحكيم لأداء متميز من قبل الطفل لبروا أكو رسول                       | 2006  |
| باوكه           | مهرجان دونوستيا - سان سيباستيان لأفلام حقوق الإنسان | جائزة لجنة تحكيم الشباب لأفضل فيلم قصير                                                                      | 2006  |
| باوكه           | مهرجان كليرمون فيران الدولي للأفلام القصيرة         | جائزة الشباب                                                                                                 | 2006  |
| باوكه           | مهرجان بريست للفيلم القصير الأوروبي                 | ذكر خاص من لجنة تحكيم الشباب، ذكر من لجنة التحكيم                                                            | 2005  |
| باوكه           | نورديسك بانوراما - مهرجان المدن الخمس، بيرغن        | جائزة Canal+، ذكر خاص، أفلام قصيرة                                                                           | 2005  |
| باوكه           | مهرجان الفيلم القصير النرويجي                       | جائزة الرابطة النرويجية الكُتّاب المسرحيين لأفضل سيناريو (جائزة الساعة الرملية)                                | 2005  |
| باوكه           | مهرجان الفيلم القصير النرويجي                       | جائزة الرابطة النرويجية لعمال السينما للمصور السينمائي ماريوس م. جولبراندسن                                  | 2005  |
| باوكه           | مهرجان الفيلم القصير النرويجي                       | جائزة UIP جريمستاد، مرشح لأفضل فيلم أوروبي قصير                                                              | 2005  |
| باوكه           | مهرجان الفيلم القصير النرويجي                       | جائزة الكرسي الذهبي لأفضل فيلم قصير                                                                          | 2005  |
| باوكه           | مهرجان الفيلم القصير النرويجي                       | جائزة الجمهور                                                                                                | 2005  |
| الجسر           | مهرجان الفيلم القصير النرويجي                       | جائزة الرابطة النرويجية الكُتّاب المسرحيين لأفضل سيناريو (جائزة الساعة الرملية)                                | 2003  |

## وصلات خارجية
- هشام زمان على موقع IMDb (الإنجليزية)
- هشام زمان على موقع قاعدة بيانات الأفلام العربية
- هشام زمان على موقع ألو سيني (الفرنسية)
- هشام زمان على موقع أول موفي (الإنجليزية)
- هشام زمان على موقع قاعدة بيانات الأفلام السويدية (السويدية)
- هشام زمان على موقع قاعدة بيانات الفيلم (الإنجليزية)
- هشام زمان على موقع كينوبويسك (الروسية)